# 視程

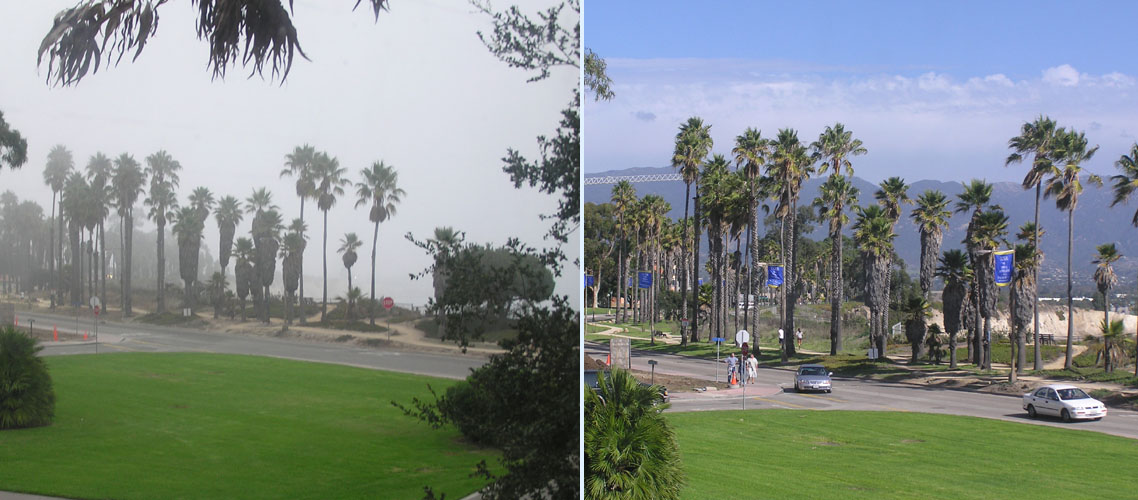
霧の日と晴れの日それぞれの視程、カリフォルニア州サンタバーバラ

視程（してい）とは肉眼で物体がはっきりと確認できる最大の距離のこと。大気の見通し。

## 視程の種類
単に視程といった場合、水平方向の視程である水平視程を指すことが多い。
基本的に、視程といった場合、水平方向の最短距離を視程として観測する。ただし、これも国によって、あるいは用途によって定義の仕方が異なる。
航空交通管制用途は国や地域によって視程の定義が異なる。ヨーロッパの飛行場では最小視程が採用されている。日本やアメリカ合衆国の飛行場では全方位のうち割合が最も多い（全方向の平均的な）視程距離を用い、卓越視程（たくえつしてい）としてその値を報告する。
濃霧などによって、鉛直方向の見通し（距離）を報告する鉛直視程を用いることがある。報告する際には鉛直視程距離（Vertical Visibility）を前置してその距離を報じる。

## 視程の定義と観測
視程の計測には、目視と機械計測の2種類がある。
目視の場合は、あらかじめわかりやすい目標物の観測地点からの距離を多数調べておき、それをもとに、どの目標物が見えるかで実際の観測を行う。目標物は、観測地点から100 m - 100 km程度のものを調べておく。目標物は、明るい視界の中でも判別できるよう、暗い色のものを採用することが多い。
機械計測の場合は、視程計を用いて、WMOが定義している気象光学距離（MOR）を計測する。気象光学距離の定義は以下のとおり。
2700Kの白熱灯の平行ビームが、大気や大気中の粒子によって散乱・吸収されて、照度がもとの値の5 %にまで減少する距離。
国際民間航空機関（ICAO）が定めた国際民間航空条約では附属書3の「気象（Meteorological Service for International Air Navigation）」の中で視程の定義を定めている。
a) 明るい背景の中で、観測に適した大きさの黒色の物体を見て、認識できる最大の距離。
b) 暗い背景の中で、1,000カンデラのライトを照らし、物体が識別できる最大の距離。
また同附属書では、滑走路視距離（RVR）の定義も定めている。こちらは滑走路視距離計（RVR）で観測する。航空においては、RVRの値が不明の場合は地上視程の観測値などをもとに算出される地上視程換算値（CMV）を用いる。滑走路視距離の定義は以下のとおり。
滑走路のセンターライン上にある飛行機のパイロットが、滑走路の表面にあるマーク、またはライトが照らした滑走路の形かセンターラインを識別できる距離。
国際式の気象通報では、観測値を00 - 99の100段階で表し（地上天気図#視程参照）、複数の気象通報式で使用されている。また日本では、これと別に10段階の視程階級表が定められており、こちらも用いられている。

## 視程の変化とその原因
視程が通常より小さくなることを気象学では特に視程障害といい、代表的なものに霧、靄、霞、雪、煙霧、黄砂などがある。雨や雪でも視程障害がよく起こるが、人工的に排出される大気汚染物質（粒子状物質）の影響も大きい。これらの条件で見えなくなる状態として、霧や風雪で見えなくなるホワイトアウト・砂煙で見えなくなるブラウンアウトがある。
視程が低下すると、航空機の運航などに支障が出る場合がある。著しく低下した場合、視界が悪くなるため自動車や徒歩での移動にも支障が出、公共交通機関に大きな影響が出始める。視程が数10 m - 数 mと狭くなると、屋外のイベントやスポーツなどに深刻な影響が出て、あらゆる移動手段において衝突事故の危険があるため屋外での移動は困難になる。
足場が悪い山岳や海洋などで視程が悪くなった場合は、遭難や転落、船の転覆などの重大な事故の危険性がある。山岳や海洋で視程障害が予想される場合は、通信機器やレーダーなどが必要となる。
視程障害の原因
- 降水 - 雨、雪、霰、雹、霙などの降水や、地上に達しない降水である尾流雲が視界を遮る。雨や雪などがひどいほど視程も悪い。細氷（ダイヤモンドダスト）も降水なのでこれに含まれる。
- 霧・靄 - 雲（水の微粒子）が地上や海上（厳密には視程の観測地点）を覆って、雲に含まれる微粒子が視界を遮る。霧の微粒子が凍結した氷霧も含まれる。
  - 霧は視程が1 km未満、靄は1 km以上10 km未満（いずれも日本の規定、他国および航空用途では異なる）であり、視程により現象が定義されている。これより薄い場合も多い。
- 地吹雪 - 地面に積もった雪が舞い上がって視界を遮る。降っている雪も一緒に舞うことが多い。
- 煙霧 - 煙、煤、塵、埃、砂、海塩・湖塩粒子（海のしぶきや塩土の舞い上がりによるもの）、火山灰などの空気中のさまざまな微粒子（エアロゾル）が視界を遮る。工場や自動車などからの粉塵や煤煙（粒子状物質）が多いところ、森林火災の発生時、砂塵嵐の発生時、火山の噴火時、荒天による波浪時などに多くなる。
  - 日本では、視程が10 km未満のものは煙霧、2 km未満のものはちり煙霧、砂塵の影響で1 km未満のものは砂じんあらしと定義されている。
- なお、霧と煙霧が同時に発生しているものをスモッグという。気象観測では霧に含める。
- 砂嵐、黄砂（ブラウンアウト）